# Magardjița, Smolean
Magardjița (în bulgară Магарджица) este un sat în comuna Smolean, regiunea Smolean,  Bulgaria. 

## Demografie
Componența etnică a satului Magardjița
     Bulgari (89,47%)
     Nicio identificare (10,52%)
     Altele (0%)
La recensământul din 2011, populația satului Magardjița era de 19 locuitori. Din punct de vedere etnic, majoritatea locuitorilor (89,47%) erau bulgari. Pentru 10,52% din locuitori nu este cunoscută apartenența etnică.